# Moira MacTaggert
Moira Kinross MacTaggert (scritto anche MacTaggart, McTaggert o McTaggart) è un personaggio dei fumetti statunitensi pubblicati da Marvel Comics, creato da Chris Claremont e Dave Cockrum, e apparso per la prima volta in Uncanny X-Men n. 96 (dicembre 1975).
Pur non avendo apparentemente nessun superpotere, è una scienziata di fama mondiale, dotata di grande intelligenza ed esperienza come genetista e vincitrice del Premio Nobel, oltreché un'alleata di lungo corso del gruppo mutante degli X-Men.
La dottoressa MacTaggert è uno dei principali personaggi, inizialmente non-mutanti, presenti nella saga degli X-Men, ed è nota tra l'altro per essere stata una delle prime fiamme di Charles Xavier, oltreché amante per lungo tempo dell'X-Man Banshee.
Nelle saghe di House of X e Powers of X, ambedue scritte da Jonathan Hickman, si scopre che Moira è in realtà una mutante, capace di reincarnarsi.

## Biografia del personaggio

### Origini
Nata in un'importante famiglia nobile scozzese, Moira Kinross fu una delle maggiori autorità mondiali nello studio della mutazione umana, che le valse il Premio Nobel. Ebbe una relazione sentimentale con Charles Xavier, mentre svolgevano entrambi il dottorato all'Università di Oxford. Dopo che Xavier fu arruolato nell'esercito americano, Moira venne meno alla sua promessa di fedeltà e sposò l'ufficiale dei Royal Marines britannici Joseph MacTaggart. Il matrimonio si rivelò un completo fallimento, e quando il marito la percosse e abusò di lei, Moira si separò da Joseph, tenendogli segreta la sua gravidanza.
In seguito, Moira fondò un centro di ricerche sull'Isola di Muir, al largo delle coste scozzesi, anche per proteggere e curare il figlio Kevin, successivamente chiamato Proteus, quando questi sviluppò il potere mutante di alterare la realtà, insieme ad una grave forma di psicosi.
Molto prima della nascita degli X-Men, Moira aiutò Xavier a costruire Cerebro e a insegnare alla giovane Jean Grey a controllare le sue devastanti abilità mutanti. Tra i pochi esseri umani simpatizzanti per la causa dei mutanti, salvò la giovane Rahne Sinclair da un tentativo di linciaggio da parte della folla, accolse Cable appena arrivato dal futuro e tentò di curare Legion, il figlio di Xavier che soffriva di disturbo multiplo di personalità. Inoltre, aiutò Magneto, dopo che era stato trasformato in un bambino, a recuperare il suo patrimonio genetico, tentando anche, senza successo, una sua improbabile redenzione.

### Con gli X-Men
Moira fece il suo primo incontro con gli X-Men quando si presentò nei panni di governante, con il compito di occuparsi della base mentre la squadra era in missione. Anche se stabilì una relazione di amicizia con ognuno nel gruppo, subito palesò il suo sentimento per Banshee, e i due iniziarono una relazione che durò, tra fasi alterne, per il resto della loro vita. Ben presto si trovò in una posizione difficile a causa dello scontro tra gli X-Men e il figlio Proteus, che trovò la morte per mano di Colosso. Anche se Banshee riuscì a convincere Moira a non clonare Proteus, la donna tuttavia conservò il suo patrimonio genetico in un CD.
Dopo aver scoperto che la figlia adottiva Rahne era anch'essa una mutante, Moira convinse un riluttante Xavier aa aprire la scuola ad una nuova generazione di mutanti, evento che diede inizio alle avventure dei Nuovi Mutanti. In quel periodo fu un supporto medico costante sia per gli X-Men che per i Nuovi Mutanti, aiutando anche Xavier a riacquistare temporaneamente la capacità di deambulazione.

### L'isola di Muir
Quando sembrò che tutta la squadra degli X-Men fosse stata annientata, Moira formò, con l'aiuto di Banshee, una nuova squadra mutante con base all'Isola di Muir, in Scozia. In quel periodo, in cui fu di fatto il leader del gruppo, il suo comportamento divenne imprevedibile e stranamente duro e intransigente. Successivamente si scoprì che l'intera isola era sotto il controllo mentale del Re delle Ombre, e i mutanti dell'isola si confrontarono con gli X-Men, prima che Xavier li liberasse da questa influenza. Il tentativo di Moira di influenzare la volontà di Magneto scatenò le ire di quest'ultimo, che, dopo averla imprigionata, la condusse sull'Asteroide M, e la costrinse a forzare alcuni X-Men a tradire la loro causa e a ribellarsi contro gli ex-compagni. Sebbene si scoprì in seguito che la procedura di controllo della volontà di Magneto era stata inefficace, e che il signore del magnetismo aveva sempre agito secondo le sue intenzioni, Moira, sconvolta per i suoi errori e per aver tradito la fiducia dei suoi amici, lasciò gli X-Men, inseguita dall'amato Banshee.

### Il virus Legacy
Quando il virus Legacy iniziò a mietere vittime tra la popolazione mutata di Genosha, Moira offrì il suo aiuto e la sua esperienza come genetista. Di ritorno a New York, scoprì che il virus stava iniziando a mietere vittime tra i mutanti, tra cui la giovane Illyana Rasputin. Assieme a Henry McCoy fu una delle protagoniste della ricerca della cura al virus, che aveva nel frattempo infettato anche lei. In questo periodo tornò a lavorare sull'Isola di Muir, e fece parte del gruppo di supereroi europei degli Excalibur, che fissarono la loro base operativa sull'isola.
Quando finalmente la cura fu scoperta, la terrorista Mystica manipolò le ricerche di Moira, in modo che il virus colpisse soltanto gli esser umani. Mystica, con l'aiuto di Sabretooth, distrusse il laboratorio di Moira e ferì mortalmente la scienziata. Nonostante i tentativi di Alfiere, Wolverine e soprattutto di Rogue, che era riuscita ad assorbirne le conoscenze mediche, Moira morì tra le braccia dell'ex-amante Xavier, a bordo del Black Bird, riuscendo infine a trasferire telepaticamente a Xavier le informazioni sulla cura del virus.
Una sua proiezione astrale è apparsa, come parte della coscienza di Xaver, durante la ricostruzione di Genosha ad opera di quest'ultimo, e in compagnia di Banshee tra le rovine dell'Isola di Muir.

### House of X e Powers of X
Entrambe le testate hanno portato una rivoluzione vera e propria all'interno della continuity degli X-Men e di tutto l'universo mutante. La saga rivoluzionaria inizia con un dialogo fra Moira e Charles Xavier, che non riconoscendola, dopo aver iniziato una discussione con lei, le legge la mente. Le serie ci mostrano in modo sparso tutte le vite vissute da Moira, in tutti i differenti modi e ideali con la quale ella ha affrontato le suddette vite. È possibile vederla infatti al fianco di Apocalisse, di Magneto, di Charles e altre visuali con il quale è possibile affrontare il tema dei Mutanti. Nella vita in cui Moira è una scienziata che lavora alla cura per mutanti, prima di essere uccisa dalla confraternita dei mutanti malvagi, viene informata da Destiny che dopo qualche vita non le era possibile vedere più nulla. Dopo aver raccolto tutte le informazioni necessarie quindi Moira va da Charles, che le legge la mente e capisce che il suo sogno in realtà non è realizzabile. Quindi dopo aver reclutato Magneto, Charles, Erik e Moira, che poi verrà sostituita da Apocalisse, fondano la Nazione Mutante Krakoa.

## Altri media

### Cartoni animati
Moira McTaggart appare nella serie Insuperabili X-Men. Viene citata nell'episodio L'isola degli Schiavi quando il Professor Xavier cerca di contattarla, ma apparirà come personaggio fisico due episodi dopo nel doppio episodio La Cura e E venne l'Apocalisse. Moira McTaggart è uno dei personaggi ricorrenti della serie: dopo le vicende di Apocalisse la si vede ad esempio nella Saga di Fenice quando Xavier le chiede aiuto dopo che una manifestazione del proprio lato oscuro aveva minacciato di distruggere gli X-Men. La donna tiene in terapia per svariato tempo Morph dopo la liberazione di quest'ultimo dal controllo di Sinistro e Jean durante il periodo in cui era unita a Fenice, ma non riesce a separare l'entità cosmica da Jean. A un certo punto è lei a chiedere aiuto quando il figlio, Proteus, fugge. La donna appare poi anche nel doppio episodio L'invasione della Falange quando questa e la Terra vengono minacciate dalla Phalanx.

### Cinema
La dottoressa MacTaggert appare brevemente in X-Men - Conflitto finale (2006), interpretata dall'attrice britannica Olivia Williams.
In X-Men - L'inizio (2011) e in X-Men - Apocalisse (2016), in cui è uno dei personaggi principali, è interpretata da Rose Byrne. In questa versione MacTaggert è un'agente della CIA di origini statunitensi.